# Poecilopsis rachela
Poecilopsis rachela là một loài bướm đêm trong họ Geometridae.